# Željko Peratović
Željko Peratović (* 22. September 1966) ist ein kroatischer Journalist, der zuletzt vor allem für die kroatische Zeitung "Vjesnik" arbeitete.
Seit seiner letzten Kündigung 2005 ist er arbeitslos und gilt bei den kroatischen Printmedien als  persona non grata.
Er war einer der ersten Journalisten, die ausführlich über Kriegsverbrechen berichteten, die während des Jugoslawienkriegs auch von kroatischer Seite begangen wurden. So berichtete er unter anderem in den kroatischen Wochenzeitungen Globus und Nacional über die Verbrechen, die kroatische Truppen 1991 in der nord-dalmatischen Kleinstadt Gospić an Serben begangen hatten.
Peratović wurde 2003 für seinen investigativen Beitrag zur Aufarbeitung der kroatischen Kriegsverbrechen von "Reporter ohne Grenzen Österreich" mit dem „Press Freedom Award“ ausgezeichnet.
Am 17. Oktober 2007 wurde Peratović verhaftet und stundenlang verhört, weil er angeblich in seinem Blog Staatsgeheimnisse preisgegeben haben soll. 
Der Fall Peratović sorgte international für große Empörung. Journalisten, Politiker, ja auch die kroatische Polizei selbst sprachen sich für den Journalisten aus. Der damalige kroatische Regierungschef Ivo Sanader sorgte umgehend für die Freilassung Peratovićs, nachdem er von seiner Verhaftung erfahren hatte.
Peratović selbst vermutet den Grund seiner Verhaftung in seiner Kritik am kroatischen Geheimdienst  bzw. einen Machtkampf zwischen dem Premier Sanader und dem Staatspräsident Stjepan Mesić.